# Enock Koech
Pour les articles homonymes, voir Koech.
Enock Koech (né le 4 avril 1981) est un athlète kényan spécialiste du cross-country. 

## Palmarès

### Championnats du monde de cross-country
- Championnats du monde de cross-country 2001 à Ostende,  Belgique
  -  Médaille d'or du cross court
  -  Médaille d'or du cross court par équipes